# Karlo Erak
Karlo Erak (19 de abril de 1995) é um jogador de polo aquático croata. Atualmente joga para o clube Solaris. Seu irmão Vice é também um jogador de polo aquático e também está no mesmo clube que irmão.